# راسيل ويب
راسيل ويب (بالإنجليزية: Russell Webb) هو لاعب كرة الماء أمريكي، ولد في 1 يونيو 1945 في لوس أنجلوس في الولايات المتحدة.

## وصلات خارجية
- راسيل ويب على موقع الاتحاد الدولي للسباحة (الإنجليزية)
- راسيل ويب على موقع قاعة مشاهير السباحة الأمريكية (الإنجليزية)
- راسيل ويب على موقع اللجنة الأولمبية الدولية (الإنجليزية)
- راسيل ويب على موقع أوليمبيديا (الإنجليزية)